# 廟主太祖

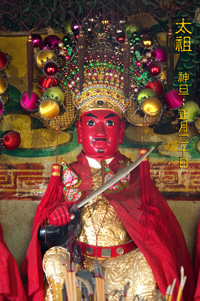
廟主太祖神像（攝於廣東省茂名市區高州市羅村社）

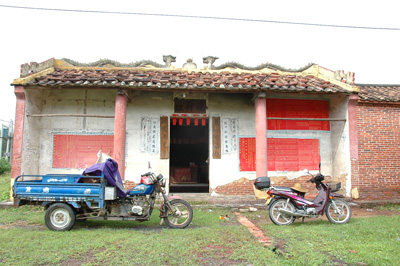
羅村太祖廟（攝於廣東省茂名市區高州市羅村社）

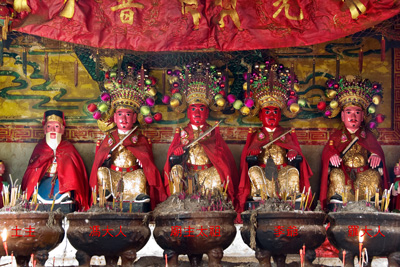
羅村太祖廟內五位大神神像（攝於廣東省茂名市區高州市羅村社）

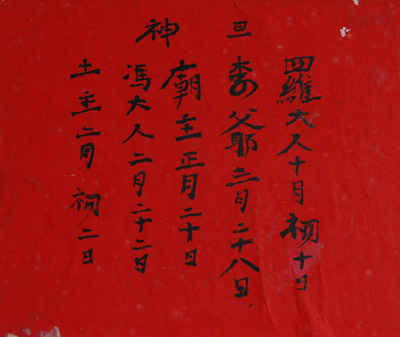
神誕（攝於廣東省茂名市區高州市羅村社）

廟主太祖，廣東省茂名市區高州市羅村社廟內供奉著五位結義金蘭的大神：廟主太祖源自廣西百花村（神誕：正月二十日）、李爺（神誕：三月二十八日）、馮大人（神誕：二月二十二日）、羅大人（神誕：十月初十日）和土主（神誕：二月初二日）。
廟主太祖，簡稱「太祖」。道教天神，太祖是羅村村民普遍敬仰崇拜的大神，太祖的慈悲心廣大，子民無論遭遇何種災難，若一心前來求拜太祖，太祖必定會幫助子民消災解難。

## 太祖誕辰
廟主太祖誕於農曆正月二十，一如其他神明的誕辰，善信均帶備香燭元寶祭拜，以祈消災解難，平平安安。太祖誕當晚八點開始，五位大神會坐著轎出巡，沿途有村民放炮竹歡迎和點香祭拜，場面十方熱鬧 !

## 合壇咒
奉請合壇大帥師 ，陰陽顯聖不思疑

行罡步斗依然在 ，龍神土地盡皈依

日行到處民安泰 ，夜行千里鬼神欽

千年師爺人多敬 ，千家有求千家應

萬家相請萬家迎 ，凡間有事到爺案

急將寶馬駕靈飛 ，弟子封函傳咒請

合壇師爺親降臨 ，親降親臨符弟子

扶持弟子降童身 ，降下童身飛必事

降下童身問事恩